# Василенко, Николай Прокофьевич
Никола́й Проко́фьевич Василе́нко (укр. Мико́ла Проко́пович Василе́нко; 2 [14] февраля 1866, село Эсмань, Глуховский уезд, Черниговская губерния — 3 октября 1935, Киев, УССР, СССР) — украинский советский историк, государственный и политический деятель. Действительный член Научного товарищества имени Т. Шевченко (1911). Академик Украинской академии наук (1920), действительный член Археологической комиссии ВУАН (1921).

## Образование и начало научной деятельности
Окончил прогимназию в Глухове, гимназию в Полтаве. В течение года учился на медицинском факультете Дерптского университета, затем перешёл на историко-филологический факультет, который окончил со степенью кандидата российской истории (1890; тема кандидатской работы: «Критический обзор литературы по истории земских соборов»). Позднее совершенствовал свои знания, слушая лекции профессоров Киевского университета В. Антоновича, В. Иконникова, А. Лазаревского, М. Владимирского-Буданова, публиковал научные статьи в журнале «Киевская старина», был сотрудником этого издания. Работал в Историческом товариществе Нестора-летописца (в 1919 году возглавлял его). С 1893 года преподавал историю в частной женской гимназии Бейтель, в 1894—1903 годах — в Фундуклеевской женской гимназии и Владимирском кадетском корпусе.
Работал в архивах Киева, Харькова, Чернигова и Полтавы, занимаясь историей левобережной Украины, автор публикаций исторических документов. Также специализировался на изучении истории западно-русского права (в том числе магдебургского права на Украине). В 1903—1905 году — секретарь Киевского губернского статистического комитета, непременный член киевского губернского комитета попечительства о народной трезвости. Был членом Киевской старой громады, других общественных организаций.

## Учёный, адвокат, политик
В 1905—1907 годах редактировал газету национально-демократического направления «Киевские отклики». Сочувствовал революции 1905 года. За нелегальный сбор средств для помощи рабочим Киева и Санкт-Петербурга, поддержку восстания сапёров в Киеве в 1905 году, связи с революционными деятелями, публикацию в «Киевских откликах» статей «антигосударственного» характера был приговорён к году тюремного заключения с отсрочкой исполнения судебного приговора. В октябре 1908 — июне 1909 года отбывал заключение в тюрьме «Кресты» в Санкт-Петербурге. В 1907 году экстерном сдал испытания по программе юридического факультета Новороссийского университета (ныне — Одесский национальный университет имени И. И. Мечникова) (Одесса), с 1908 года — помощник присяжного поверенного, с 1913 года — присяжный поверенный Одесской судебной палаты (с 1916 — Киевской судебной палаты). Участвовал примерно в 150 судебных процессах.
В 1910 году сдал магистерские экзамены по русской истории. С 1910 года преподавал на историко-филологическом факультете Киевского университета, с 1911 — приват-доцент, в январе 1913 года из-за политической неблагонадёжности отстранён от работы в университете (обвинён в пропаганде идей украинского национализма). С 1914 года был председателем правления Киевского учётно-ссудного товарищества взаимного кредита.
Был членом Товарищества украинских прогрессистов, в 1910 году вступил в Конституционно-демократическую партию (Партию народной свободы), которая выступала за разрешение использования украинского языка в школах, суде, церкви. Однако кадеты были противниками автономии Украины, приверженцами сохранения единой и неделимой России, поэтому членство в этой партии осложнило взаимоотношения Василенко с деятелями украинского национального движения. С 1916 года был членом Центрального комитета кадетской партии.
Упоминался в 1918 году в качестве члена ложи Астрея ВВНР. В архивах есть сведения, что Василенко был досточтимым мастером этой ложи.

## Государственная деятельность
После Февральской революции 1917 Василенко, по инициативе Михаила Грушевского, стал заместителем председателя Центральной рады, но активного участия в её работе не принимал. 27 марта Временное правительство России назначило Василенко попечителем Киевского учебного округа, а 19 августа 1917 года — товарищем министра народного просвещения Временного правительства. Был сторонником эволюционного пути формирования украинской системы народного образования, что не соответствовало политике ускоренной украинизации, выработанной I и II Всеукраинскими учительскими съездами и проводившейся украинским Генеральным секретариатом просвещения. Это вызвало острую критику его деятельности на посту попечителя со стороны Центральной рады. Читал лекции по истории Украины и истории украинского права на Высших женских курсах, в Украинском народном университете. Участвовал в издании «Южной копейки». В январе 1918 года стал членом коллегии Генерального суда Украинской народной республики (УНР).
30 апреля 1918 года гетман Павел Скоропадский назначил Василенко исполняющим обязанности председателя Совета министров Украинской державы. Со 2 мая — министр народного просвещения Украины, в июне-октябре — министр просвещения и искусств. С 3 мая по 21 мая 1918 года также исполнял обязанности министра иностранных дел. С 30 июля, одновременно, — товарищ председателя Совета министров. Являлся председателем Государственного сената. Стремился привлечь на государственную службу специалистов высокой квалификации. В качестве руководителя системы образования и культуры гетманской Украины руководил открытием украинских государственных университетов в Киеве и Каменец-Подольском, Украинской национальной библиотеки, Украинской академии наук, около 50 школ, архива, музея, театра. В мае 1918 года вышел из состава ЦК кадетской партии, выступив за создание самостоятельной украинской партийной организации. Был сторонником расширения связей Украины с другими государствами, образовавшимися на территории бывшей Российской империи.
Гетман о своём министре отзывался следующим образом:

Профессор Василенко, министр народного просвещения, ученый, историк, кадет. Он обладал всеми качествами и недостатками наших профессоров. Он, кажется, всю жизнь провел иа Украине, во всяком случае, в области исторических исследований, насколько я знаю, посвятил себя исключительно ей. Работал очень много. С украинским вопросом основательно ознакомлен, но, как всякий честный человек, не мог отрицать значения русской культуры и выбросить из обихода Пушкина, Толстого, Достоевского, другими словами, относился к украинству сознательно, без шовинизма и без всякой нетерпимости. Николай Прокофьевич, повторяю, много работал, но я его обвиняю в том, что он всё хотел обновить состав своих ближайших помощников и так и не обновил. Я думаю, что тут играла роль его врождённая мягкость. А из-за этого у него в министерстве было много элементов, которые шли вразрез с его указаниями. Его область была высшие учебные и научные заведения, по крайней мере, мне казалось, что этому отделу он уделял больше времени и внимания. Я меньше видел в нём стремления поднять и улучшить нашу среднюю и низшую школу, хотя и в этой области, сравнительно, скажем, с работой при старом режиме, было сделано много. Он был кадетом чистейшей воды, и это мне не нравилось в нём. В общем же, иметь такого министра народного просвещения всё же была находка, так как по своим национальным убеждениям он был, по-моему, вполне подходящим человеком.

После падения Украинской Державы был включён Директорией Украинской народной республики в число генеральных судей, являлся президентом Киевского университета.

## Деятельность при советской власти
После занятия территории Украины советскими войсками отказался эмигрировать. В 1920 году был избран академиком Украинской академии наук, руководил работой её социально-экономического отдела, редактировал «Записки» и «Работы» этого отдела. 18 июля 1921 года избран президентом академии, однако 27 февраля 1922 года под давлением властей был вынужден сложить полномочия. В мае 1922  — апреле 1926 года — председатель Товарищества юристов при Украинской академии наук. Преподавал в Киевском институте социально-экономических наук, Киевском кооперативном институте и других высших учебных заведениях.
В сентябре 1923 года был арестован по делу «Киевского областного центра действия», обвинён в создании контрреволюционной организации и шпионаже в пользу Польши и Франции. В апреле 1924 года  приговорён к 10 годам лишения свободы. В его защиту выступили Украинская академия наук и премьер-министр Франции Раймон Пуанкаре. В мае 1924 года срок лишения свободы был сокращён в два раза, в ноябре 1924 года заключение было заменено высылкой в Оренбург, а в феврале 1925 года Василенко было разрешено вернуться в Киев. Продолжил работу в качестве главы социально-экономического отдела Украинской академии наук, председателя Комиссии по изучению западно-русского и украинского права. В последние годы жизни был тяжело болен. Похоронен на Лукьяновском кладбище в Киеве.

## Семья и частная жизнь
Жена — Наталия Дмитриевна Полонская-Василенко, историк, мемуарист. Младший брат — Константин, меньшевик, был также осуждён на процессе 1924 года.
Николай Василенко любил играть на скрипке (известного итальянского скрипичного мастера Николо Амати). Собрал большую библиотеку.

## Научные труды
Автор более 500 научных работ, в том числе:
- Генеральное следствие о маетностях Киевского полка 1729—1730 гг. — К.: Типография Завадовского, 1892. — 40 с.
- Вопрос о сервитутах в Юго-Западном крае. — Киев, 1894.
- К истории малороссийской историографии и малороссийского общественного устройства (1894).
- Генеральное следствие Гадячского Полка. — Полтава, 1896.
- Генеральное следствие о маетностях Черниговского полка 1729—1730. — Чернигов: Издание редакции «Земского Сборника Черниговской губернии», 1908. — ХХХ, 709 с.
- Первые шаги по введению положения 19 февраля 1861 г. в Черниговской губернии. — Киев, 1901.
- О. М. Бодянский и его заслуги для изучения Малороссии. — Киев, 1903.
- Политические взгляды М. Драгоманова (1912).
- Очерки по истории Западной Руси и Украины (1916);
- Павло Полуботок (1925);
- Як скасовано Литовський статут (1926);
- Територія України в XVII ст. (1927);
- Правове положення Чернігівщини за польської доби (1928);
- Матеріали до історії українського права (1929).

Издал три тома «Материалов для изучения экономического, юридического и общественного строя Старой Малороссии» (Чернигов, 1900—1907). Поместил несколько статей в изданиях И. Д. Сытина, посвящённых крестьянской реформе и Отечественной войне 1812 года, а также в «Русской истории», редактировавшейся профессором М. В. Довнар-Запольским.

## Память о Николае Василенко
Национальная академия наук (НАН) Украины присуждает премию им. Н. Василенко. В Киеве его именем названа улица. Национальный банк Украины выпустил монету с его изображением. На зданиях НАН Украины, где он работал, Глуховского государственного педагогического института (в нём находилась прогимназия, в которой он учился) и школы в его родном селе установлены мемориальные доски.